# Rio Grande do Norte
Rio Grande do Norte (AFI [xiu ˈgɾɐ̃di du ˈnɔxti], numele însemnând „râu mare al nordului”) este una dintre cele 27 de unități federative ale Braziliei. Capitala statului este orașul Natal). Rio Grande do Norte se învecinează cu unitățile federative Ceará la vest și Paraíba la sud. La nord și la est are ieșire la Oceanul Atlantic. În 2005 avea o populație de 3.003.087 de locuitori și suprafață de 52.796,79 km², fiind împărțit în 4 mezoregiuni, 19 microregiuni și 167 de municipii.